# Lista de equipamentos utilizados pelo Wehrmacht

## Lista de equipamentos utilizados pelo Heer (Wehrmacht)

### Armas de infantaria
| Nome                         | Tipo                            | Imagem   | Em uso pelo Wehrmacht | País de origem                       |
| Pistolas                     | Pistolas                        | Pistolas | Pistolas              | Pistolas                             |
| ---------------------------- | ------------------------------- | -------- | --------------------- | ------------------------------------ |
| Luger P08                    | Pistola semi-automática         |          | 1935-1945             | Império Alemão                       |
| Mauser HSc                   | Pistola semi-automática         |          | 1940-1945             | Alemanha Nazista                     |
| Walther P38                  | Pistola semi-automática         |          | 1938-1945             | Alemanha Nazista                     |
| Walther PP                   | Pistola semi-automática         |          | 1935-1940             | Alemanha Nazista                     |
| Mauser C96                   | Pistola semi-automática         |          | 1935-1945             | Império Alemão                       |
| Sauer 38H                    | Pistola semi-automática         |          | 1939-1945             | Alemanha Nazista                     |
| Dreyse M1907                 | Pistola semi-automática         |          | 1935-1945             | Império Alemão                       |
| Browning Hi-Power            | Pistola semi-automática         |          | 1940-1945             | Bélgica                              |
| Pistola Vis                  | Pistola semi-automática         |          | 1939-1945             | Segunda República Polonesa           |
| Fuzis                        |                                 |          |                       |                                      |
| Gewehr 98                    | Fuzil de ferrolho               |          | 1935-1935             | Império Alemão                       |
| Karabiner 98k                | Fuzil de ferrolho               |          | 1935-1935             | Império Alemão                       |
| G24(t)                       | Fuzil de ferrolho               |          | 1939-1942             | Primeira República da Checoslováquia |
| Gewehr 33/40(t)              | Fuzil de ferrolho               |          | 1940-1945             | Primeira República da Checoslováquia |
| 43M e Gewehr 98/40           | Fuzil de ferrolho               |          | 1939-?                | Primeira República da Checoslováquia |
| Gewehr 41                    | Fuzil semi-automático           |          | 1941-1945             | Alemanha Nazista                     |
| Gewehr 43                    | Fuzil semi-automático           |          | 1943-1945             | Alemanha Nazista                     |
| FG 42                        | Fuzil de batalha                |          | 1942-1945             | Alemanha Nazista                     |
| Submetralhadoras             |                                 |          |                       |                                      |
| MP 18                        | Submetralhadora                 |          | 1935-1945             | Império Alemão                       |
| MP34                         | Submetralhadora                 |          | 1938-1945             | Primeira República Austríaca         |
| MP35                         | Submetralhadora                 |          | 1935-1945             | Alemanha Nazista                     |
| MP40                         | Submetralhadora                 |          | 1938-1945             | Alemanha Nazista                     |
| MP3008                       | Submetralhadora                 |          | 1945                  | Alemanha Nazista                     |
| Erma EMP                     | Submetralhadora                 |          | 1932-1945             | Alemanha Nazista                     |
| Metralhadoras                |                                 |          |                       |                                      |
| MG 34                        | Metralhadora de uso geral       |          | 1936-1945             | Alemanha Nazista                     |
| MG 42                        | Metralhadora de uso geral       |          | 1942-1945             | Alemanha Nazista                     |
| MG 45                        | Metralhadora de uso geral       |          | 1945                  | Alemanha Nazista                     |
| MG 81                        | Metralhadora de uso geral       |          | 1940-1945             | Alemanha Nazista                     |
| MG13                         | Metralhadora                    |          | 1935-1945             | República de Weimar                  |
| MG15                         | Metralhadora                    |          | 1935-1945             | República de Weimar                  |
| MG30                         | Metralhadora                    |          | 1938-1945             | Primeira República Austríaca         |
| Browning wz. 1928            | Fuzil automático                |          | 1939-1945             | Segunda República Polonesa           |
| ZB vz. 26                    | Metralhadora leve               |          | 1939-1945             | Primeira República da Checoslováquia |
| Kg m/40                      | Metralhadora leve               |          | 1939-1945             | Sweden                               |
| MG08                         | Metralhadora pesada             |          | 1935-1945             | Império Alemão                       |
| Fuzis de assalto             |                                 |          |                       |                                      |
| StG 44                       | Fuzil de assalto                |          | 1943-1945             | Alemanha Nazista                     |
| StG 45(M)                    | Fuzil de assalto                |          | 1945                  | Alemanha Nazista                     |
| Armas anti-tanque            |                                 |          |                       |                                      |
| Panzerbüchse 39              | Fuzil antitanque                |          | 1940-1945             | Alemanha Nazista                     |
| Panzerbüchse 35(p)           | Fuzil antitanque                |          | 1939-1940             | Segunda República Polonesa           |
| Solothurn S-18/1000          | Fuzil antitanque                |          | 1940-1945             | Alemanha Nazista/ Suíça              |
| Panzerschreck                | Lançador de foguetes antitanque |          | 1943-1945             | Alemanha Nazista                     |
| 8.8 cm Raketenwerfer 43      | Lançador de foguetes antitanque |          | 1943-1945             | Alemanha Nazista                     |
| Panzerfaust                  | Canhão sem recuo antitanque     |          | 1943-1945             | Alemanha Nazista                     |
| Hafthohlladung               | Granada antitanque              |          | 1942-1945             | Alemanha Nazista                     |
| Anti-aircraft weapons        |                                 |          |                       |                                      |
| Fliegerfaust                 | MANPAD não dirigido             |          | 1945                  | Alemanha Nazista                     |
| Granadas                     |                                 |          |                       |                                      |
| Granada Modelo 24            | Granada de mão                  |          | 1935-1945             | Império Alemão                       |
| Granada Modelo 39            | Granada de mão                  |          | 1939-1945             | Alemanha Nazista                     |
| Granada Modelo 43            | Granada de mão                  |          | 1943-1945             | Alemanha Nazista                     |
| Lança-chamas                 |                                 |          |                       |                                      |
| Flammenwerfer 35             | Lança-chamas                    |          | 1935-1945             | Alemanha Nazista                     |
| Flammenwerfer 41             | Lança-chamas                    |          | 1941-1945             | Alemanha Nazista                     |
| Einstossflammenwerfer 46     | Lança-chamas                    |          | 1944-1945             | Alemanha Nazista                     |
| Morteiros                    |                                 |          |                       |                                      |
| 5 cm Granatwerfer 36         | Morteiro                        |          | 1936-1945             | Alemanha Nazista                     |
| 8 cm Granatwerfer 34         | Morteiro                        |          | 1934-1945             | Alemanha Nazista                     |
| Kz 8 cm GrW 42               | Morteiro                        |          | 1941-1945             | Alemanha Nazista                     |
| Granatwerfer 42              | Morteiro                        |          | 1942-1945             | Alemanha Nazista                     |
| 10 cm Nebelwerfer 35         | Morteiro                        |          | 1939-1945             | Alemanha Nazista                     |
| 10 cm Nebelwerfer 40         | Morteiro                        |          | 1941-1945             | Alemanha Nazista                     |
| 38 cm schwerer Ladungswerfer | Morteiro                        |          | 1941-1945             | Alemanha Nazista                     |

### Armas antiaéreas
| Nome                               | Tipo                            | Imagem                     | Em uso pelo Wehrmacht      | País de origem                       |
| Armas antiaéreas rebocadas         | Armas antiaéreas rebocadas      | Armas antiaéreas rebocadas | Armas antiaéreas rebocadas | Armas antiaéreas rebocadas           |
| ---------------------------------- | ------------------------------- | -------------------------- | -------------------------- | ------------------------------------ |
| 2 cm Flak 30/38/Flakvierling       | Canhão antiaéreo                |                            | 1934-1945                  | Alemanha Nazista                     |
| 2 cm Flakvierling 38               | Canhão antiaéreo                |                            | 1940-1945                  | Alemanha Nazista                     |
| 3.7 cm Flak 18/36/37/43            | Canhão antiaéreo                |                            | 1936–1945                  | Alemanha Nazista                     |
| 5 cm FlaK 41                       | Canhão antiaéreo                |                            | 1941–1945                  | Alemanha Nazista                     |
| 7.5 cm kanon PL vz. 37             | Canhão antiaéreo                |                            | 1939–1945                  | Primeira República da Checoslováquia |
| 8 cm PL kanon vz. 37               | Canhão antiaéreo                |                            | 1939–1945                  | Alemanha Nazista                     |
| 8.35 cm PL kanon vz. 22            | Canhão antiaéreo                |                            | 1939–1945                  | Primeira República da Checoslováquia |
| 8.8 cm Flak 18/36/37/41            | Canhão antiaéreo                |                            | 1936–1945                  | Alemanha Nazista                     |
| 9 cm kanon PL vz. 12/20            | Canhão antiaéreo                |                            | 1943–1944                  | Primeira República da Checoslováquia |
| 10.5 cm FlaK 38                    | Canhão antiaéreo                |                            | 1937–1945                  | Alemanha Nazista                     |
| 12.8 cm FlaK 40                    | Canhão antiaéreo                |                            | 1942–1945                  | Alemanha Nazista                     |
| Canhões antiaéreos autopropulsados |                                 |                            |                            |                                      |
| Flakpanzer 38(t)                   | Canhão antiaéreo autopropulsado |                            | 1944-1945                  | Alemanha Nazista                     |
| Wirbelwind                         | Canhão antiaéreo autopropulsado |                            | 1944-1945                  | Alemanha Nazista                     |
| Kugelblitz                         | Canhão antiaéreo autopropulsado |                            | 1945                       | Alemanha Nazista                     |
| Möbelwagen                         | Canhão antiaéreo autopropulsado |                            | 1944-1945                  | Alemanha Nazista                     |
| Ostwind                            | Canhão antiaéreo autopropulsado |                            | 1945                       | Alemanha Nazista                     |

### Armas antitanque
| Nome                       | Tipo                       | Imagem                     | Em uso pelo Wehrmacht      | País de origem                       |
| Armas antitanque rebocadas | Armas antitanque rebocadas | Armas antitanque rebocadas | Armas antitanque rebocadas | Armas antitanque rebocadas           |
| -------------------------- | -------------------------- | -------------------------- | -------------------------- | ------------------------------------ |
| 3,7cm KPÚV vz. 37          | Arma antitanque            |                            | 1939-?                     | Primeira República da Checoslováquia |
| 4,7cm KPÚV vz. 36          | Arma antitanque            |                            | 1939-?                     | Primeira República da Checoslováquia |
| 2.8 cm sPzB 41             | Arma antitanque            |                            | 1941-1945                  | Alemanha Nazista                     |
| 3.7 cm Pak 36              | Arma antitanque            |                            | 1934-1945                  | Alemanha Nazista                     |
| 4.2 cm Pak 41              | AArma antitanque           |                            | 1941-1944                  | Alemanha Nazista                     |
| 5 cm Pak 38                | Arma antitanque            |                            | 1940-1945                  | Alemanha Nazista                     |
| 7.5 cm Pak 97/38           | Arma antitanque            |                            | 1942-1945                  | Alemanha Nazista                     |
| 7.5 cm Pak 40              | Arma antitanque            |                            | 1942-1945                  | Alemanha Nazista                     |
| 7.5 cm Pak 41              | Arma antitanque            |                            | 1941-1945                  | Alemanha Nazista                     |
| 7.62 cm Pak 36(r)          | Arma antitanque            |                            | 1941-1945                  | Alemanha Nazista                     |
| 8 cm PAW 600               | Arma antitanque            |                            | 1943-1945                  | Alemanha Nazista                     |
| 8.8 cm Pak 43              | Arma antitanque            |                            | 1943-1945                  | Alemanha Nazista                     |
| 12.8 cm Pak 44             | Arma antitanque            |                            | 1944-1945                  | Alemanha Nazista                     |

### Artilharia

#### Canhões de infantaria
| Nome                                                  | Tipo                     | Imagem                | Em uso pelo Wehrmacht | País de origem        |
| Canhões de infantaria                                 | Canhões de infantaria    | Canhões de infantaria | Canhões de infantaria | Canhões de infantaria |
| ----------------------------------------------------- | ------------------------ | --------------------- | --------------------- | --------------------- |
| 7.5 cm leichtes Infanteriegeschütz 18                 | Canhão de infantaria     |                       | 1935-1945             | Alemanha Nazista      |
| 7.5 cm Infanteriegeschütz 37                          | Canhão de infantaria     |                       | 1944-1945             | Alemanha Nazista      |
| 7.5 cm Infanteriegeschütz 42                          | Canhão de infantaria     |                       | 1944-1945             | Alemanha Nazista      |
| 15 cm sIG 33                                          | Canhão de infantaria     |                       | 1935-1945             | Alemanha Nazista      |
| 7.5 cm Leichtgeschütz 40                              | Canhão sem recuo         |                       | 1940-1945             | Alemanha Nazista      |
| 10.5 cm Leichtgeschütz 40                             | Canhão sem recuo         |                       | 1942-1945             | Alemanha Nazista      |
| 10.5 cm Leichtgeschütz 42                             | Canhão sem recuo         |                       | 1942-1945             | Alemanha Nazista      |
| Canhões de assalto                                    |                          |                       |                       |                       |
| Sturmgeschütz III                                     | Canhão de assalto        |                       | 1940-1945             | Alemanha Nazista      |
| Sturmgeschütz IV                                      | Canhão de assalto        |                       | 1943-1945             | Alemanha Nazista      |
| 15 cm sIG 33 auf Fahrgestell Panzerkampfwagen II (Sf) | Canhão de assalto        |                       | 1942-1943             | Alemanha Nazista      |
| Brummbär                                              | Canhão de assalto pesado |                       | 1943-1945             | Alemanha Nazista      |
| Sturm-Infanteriegeschütz 33B                          | Canhão de assalto pesado |                       | 1942-1944             | Alemanha Nazista      |
| Sturmtiger                                            | Canhão de assalto pesado |                       | 1944-1945             | Alemanha Nazista      |

#### Artilharia de campo
| Nome                                                  | Tipo                      | Imagem               | Em uso pelo Wehrmacht | País de origem                       |
| Artilharias de campo                                  | Artilharias de campo      | Artilharias de campo | Artilharias de campo  | Artilharias de campo                 |
| ----------------------------------------------------- | ------------------------- | -------------------- | --------------------- | ------------------------------------ |
| 8 cm FK M. 17                                         | Artilharia de campo       |                      | 1935-1945             | Áustria-Hungria                      |
| 15 cm Autokanone M. 15/16                             | Artilharia de campo       |                      | 1935-1945             | Áustria-Hungria                      |
| Canhão 75 mle TR                                      | Artilharia de campo       |                      | 1935-1945             | Bélgica                              |
| 8 cm kanon vz. 30                                     | Artilharia de campo       |                      | 1939-1945             | Primeira República da Checoslováquia |
| 10.5 cm hruby kanon vz. 35                            | Artilharia de campo       |                      | 1939-1945             | Primeira República da Checoslováquia |
| Skoda K-series                                        | Artilharia de campo       |                      | 1939-1945             | Primeira República da Checoslováquia |
| Canhão Skoda Model 1928                               | Artilharia de campo       |                      | 1939-1945             | Primeira República da Checoslováquia |
| 15 cm Kanone 16                                       | Artilharia de campo       |                      | 1935-1945             | Império Alemão                       |
| 7.5 cm FK 16 nA                                       | Artilharia de campo       |                      | 1939-1945             | Alemanha Nazista                     |
| 7.5 cm FK 18                                          | Artilharia de campo       |                      | 1938-1945             | Alemanha Nazista                     |
| 7.5 cm FK 38                                          | Artilharia de campo       |                      | 1939-1945             | Alemanha Nazista                     |
| 7.5 cm FK 7M85                                        | Artilharia de campo       |                      | 1944-1945             | Alemanha Nazista                     |
| 10 cm schwere Kanone 18                               | Artilharia de campo       |                      | 1935-1945             | Alemanha Nazista                     |
| 15 cm Kanone 39                                       | Artilharia de campo       |                      | 1939-1945             | Alemanha Nazista                     |
| 17 cm Kanone 18                                       | Artilharia de campo       |                      | 1941-1945             | Alemanha Nazista                     |
| Obuses                                                |                           |                      |                       |                                      |
| 10 cm M. 14 Feldhaubitze                              | Obus                      |                      | 1935-1945             | Áustria-Hungria                      |
| 42 cm Haubitze M. 14/16                               | Obus                      |                      | 1935-1945             | Áustria-Hungria                      |
| 10 cm houfnice vz. 30 (howitzer)                      | Obus                      |                      | 1939-1945             | Primeira República da Checoslováquia |
| 15 cm hrubá houfnice vz. 25                           | Obus                      |                      | 1939-1945             | Primeira República da Checoslováquia |
| Ehrhardt 7.5 cm Model 1901                            | Obus                      |                      | 1935-1945             | Império Alemão                       |
| Krupp 7.5 cm Model 1903                               | Obus                      |                      | 1935-1945             | Império Alemão                       |
| 10.5 cm Feldhaubitze 98/09                            | Obus                      |                      | 1935-1945             | Império Alemão                       |
| 10.5 cm leFH 16                                       | Obus                      |                      | 1935-1945             | Império Alemão                       |
| 15 cm sFH 13                                          | Obus                      |                      | 1935-1945             | Império Alemão                       |
| 21 cm Mörser 16                                       | Obus                      | 200px                | 1935-1945             | Império Alemão                       |
| 28 cm Haubitze L/12                                   | Obus                      |                      | 1935-1945             | Império Alemão                       |
| 10.5 cm leFH 18                                       | Obus                      |                      | 1939-1945             | Alemanha Nazista                     |
| 10.5 cm leFH 18M                                      | Obus                      |                      | 1941-1945             | Alemanha Nazista                     |
| 10.5 cm leFH 18/40                                    | Obus                      |                      | 1942-1945             | Alemanha Nazista                     |
| 15 cm sFH 18                                          | Obus                      |                      | 1935-1945             | Alemanha Nazista                     |
| 21 cm Mörser 18                                       | Obus                      |                      | 1939-1945             | Alemanha Nazista                     |
| Artilharias de montanha                               |                           |                      |                       |                                      |
| Skoda 75 mm Model 1928                                | Artilharia de montanha    |                      | 1939-1945             | Primeira República da Checoslováquia |
| Skoda 100 mm Model 16/19                              | Artilharia de montanha    |                      | 1939-1945             | Primeira República da Checoslováquia |
| Skoda 150 mm Model 1918                               | Artilharia de montanha    |                      | 1939-1945             | Primeira República da Checoslováquia |
| 7.5 cm Gebirgskanone Model 1911                       | Artilharia de montanha    |                      | 1939-1945             | Alemanha Nazista                     |
| 7.5 cm Gebirgsgeschütz 36                             | Artilharia de montanha    |                      | 1939-1945             | Alemanha Nazista                     |
| 10,5 cm Gebirgshaubitze 40                            | Artilharia de montanha    |                      | 1942-1945             | Alemanha Nazista                     |
| Artilharia autopropulsada                             |                           |                      |                       |                                      |
| 15 cm sIG 33 (Sf) auf Panzerkampfwagen I Ausf B       | Artilharia autopropulsada |                      | 1940-1945             | Alemanha Nazista                     |
| Hummel                                                | Artilharia autopropulsada |                      | 1943-1945             | Alemanha Nazista                     |
| Wespe                                                 | Artilharia autopropulsada |                      | 1943-1945             | Alemanha Nazista                     |
| 15 cm sIG 33 auf Fahrgestell Panzerkampfwagen II (Sf) | Artilharia autopropulsada |                      | 1943-1945             | Alemanha Nazista                     |
| Grille                                                | Artilharia autopropulsada |                      | 1943-1945             | Alemanha Nazista                     |

#### Artilharia de foguetes
| Nome                    | Tipo                   | Imagem                 | Em uso pelo Wehrmacht  | País de origem         |
| Artilharia de foguetes  | Artilharia de foguetes | Artilharia de foguetes | Artilharia de foguetes | Artilharia de foguetes |
| ----------------------- | ---------------------- | ---------------------- | ---------------------- | ---------------------- |
| 15 cm Nebelwerfer 41    | Artilharia de foguetes |                        | 1942-1945              | Alemanha Nazista       |
| 28/32 cm Nebelwerfer 41 | Artilharia de foguetes |                        | 1941-1945              | Alemanha Nazista       |
| 21 cm Nebelwerfer 42    | Artilharia de foguetes |                        | 1942-1945              | Alemanha Nazista       |
| 30 cm Nebelwerfer 42    | Artilharia de foguetes |                        | 1943-1945              | Alemanha Nazista       |
| Panzerwerfer            | Artilharia de foguetes |                        | 1943-1945              | Alemanha Nazista       |
| Wurfrahmen 40           | Artilharia de foguetes |                        | 1940-1945              | Alemanha Nazista       |

#### Canhão ferroviário
| Nome                           | Tipo                 | Imagem               | Em uso pelo Wehrmacht | País de origem       |
| Canhões ferroviários           | Canhões ferroviários | Canhões ferroviários | Canhões ferroviários  | Canhões ferroviários |
| ------------------------------ | -------------------- | -------------------- | --------------------- | -------------------- |
| 24 cm SK L/40 "Theodor Karl"   | Canhão ferroviário   |                      | 1935-1945             | Império Alemão       |
| 28 cm SK L/40 "Bruno"          | Canhão ferroviário   |                      | 1935-1945             | Império Alemão       |
| 15 cm K (E)                    | Canhão ferroviário   |                      | 1937-1945             | Alemanha Nazista     |
| 17 cm K (E)                    | Canhão ferroviário   |                      | 1938-1945             | Alemanha Nazista     |
| 20.3 cm K (E)                  | Canhão ferroviário   |                      | 1940-1945             | Alemanha Nazista     |
| 21 cm K 12 (E)                 | Canhão ferroviário   |                      | 1940-1945             | Alemanha Nazista     |
| 24 cm Theodor Kanone (E)       | Canhão ferroviário   |                      | 1937-1945             | Alemanha Nazista     |
| 28 cm schwere Bruno Kanone (E) | Canhão ferroviário   |                      | 1937-1945             | Alemanha Nazista     |
| Krupp K5                       | Canhão ferroviário   |                      | 1937-1945             | Alemanha Nazista     |
| 38 cm Siegfried K (E)          | Canhão ferroviário   |                      | 1941-1945             | Alemanha Nazista     |
| Schwerer Gustav                | Canhão ferroviário   |                      | 1941-1945             | Alemanha Nazista     |

### Armamentos mecanizados

#### Veículos de combate antitanque
| Nome              | Tipo                                            | Imagem     | Em uso pelo Wehrmacht | País de origem   |
| Artilharia        | Artilharia                                      | Artilharia | Artilharia            | Artilharia       |
| ----------------- | ----------------------------------------------- | ---------- | --------------------- | ---------------- |
| Elefant           | Veículo de combate antitanque pesado            |            | 1943-1945             | Alemanha Nazista |
| Hetzer            | Veículo de combate antitanque leve              |            | 1944-1945             | Alemanha Nazista |
| Jagdpanzer IV     | Veículo de combate antitanque                   |            | 1943-1945             | Alemanha Nazista |
| Jagdpanther       | Veículo de combate antitanque                   |            | 1944-1945             | Alemanha Nazista |
| Jagdtiger         | Veículo de combate antitanque                   |            | 1944-1945             | Alemanha Nazista |
| Marder I          | Veículo de combate antitanque                   |            | 1942-1944             | Alemanha Nazista |
| Marder II         | Veículo de combate antitanque                   |            | 1943-1945             | Alemanha Nazista |
| Marder III        | Veículo de combate antitanque                   |            | 1943-1945             | Alemanha Nazista |
| Nashorn           | Veículo de combate antitanque                   |            | 1942-1945             | Alemanha Nazista |
| Panzerjäger I     | Veículo de combate antitanque                   |            | 1940-1943             | Alemanha Nazista |
| Sturmgeschütz III | Veículo de combate antitanque/Canhão de assalto |            | 1940-1945             | Alemanha Nazista |
| Sturmgeschütz IV  | Veículo de combate antitanque/Canhão de assalto |            | 1943-1945             | Alemanha Nazista |
| Sturer Emil       | Veículo de combate antitanque                   |            | 1942-1943             | Alemanha Nazista |

#### Tanques
| Nome                  | Tipo                | Imagem | Em uso pelo Wehrmacht            | País de origem                                                                          |                                      |
| Light tank            |                     |        |                                  |                                                                                         |                                      |
| Panzer I              | Tanque leve         |        | 1934-1945                        | 1493                                                                                    | Alemanha Nazista                     |
| Panzer II             | Tanque leve         |        | 1936-1945                        | 1856                                                                                    | Alemanha Nazista                     |
| Panzer 35(t)          | Tanque leve         |        | 1939-1945                        | 434                                                                                     | Primeira República da Checoslováquia |
| Panzer 38(t)          | Tanque leve         |        | 1939-1945                        | 1414                                                                                    | Primeira República da Checoslováquia |
| Tanque médio          |                     |        |                                  |                                                                                         |                                      |
| Panzer III            | Tanque médio        |        | 1939-1945                        | 5774                                                                                    | Alemanha Nazista                     |
| Panzer IV             | tanque médio        |        | 1939-1945                        | 8553                                                                                    | Alemanha Nazista                     |
| Panther (Panzer V)    | tanque médio        |        | 1943-1945                        | 6000                                                                                    | Alemanha Nazista                     |
| Tanques pesado        |                     |        |                                  |                                                                                         |                                      |
| Tiger I (Panzer VI)   | Tanque pesado       |        | 1943-1945                        | 1347                                                                                    | Alemanha Nazista                     |
| Tiger II(Panzer VI-B) | Tanque pesado       |        | 1944-1945                        | 492                                                                                     | Alemanha Nazista                     |
| Tanque super-pesado   |                     |        |                                  |                                                                                         |                                      |
| Maus (Panzer VIII)    | Tanque super-pesado |        | 1945 (usado na defesa de Berlim) | 2 (duas unidades produzidas, sendo apenas uma equipada com torre giratória e armamento) | Alemanha Nazista                     |

### Veículos de transporte
| Nome                              | Tipo                                                  | Imagem     | Em uso pelo Wehrmacht | País de origem                       |
| Artilharia                        | Artilharia                                            | Artilharia | Artilharia            | Artilharia                           |
| --------------------------------- | ----------------------------------------------------- | ---------- | --------------------- | ------------------------------------ |
| BMW R75                           | Motocicleta                                           |            | 1941-1945             | Alemanha Nazista                     |
| Volkswagen Kübelwagen             | Kübelwagen                                            |            | 1942-1945             | Alemanha Nazista                     |
| Volkswagen Schwimmwagen           | Veículo anfíbio                                       |            | 1942-1945             | Alemanha Nazista                     |
| Light Einheits-PKW der Wehrmacht  | Carro                                                 |            | 1936-1945             | Alemanha Nazista                     |
| Medium Einheits-PKW der Wehrmacht | Carro                                                 |            | 1937-1945             | Alemanha Nazista                     |
| Heavy Einheits-PKW der Wehrmacht  | Carro                                                 |            | 1938-1945             | Alemanha Nazista                     |
| Borgward B 3000                   | Caminhão                                              |            | 1941-1945             | Alemanha Nazista                     |
| Mercedes-Benz L3000               | Caminhão                                              |            | 1938-1945             | Alemanha Nazista                     |
| Opel Blitz                        | Caminhão                                              |            | 1935-1945             | Alemanha Nazista                     |
| Maultier                          | Semilagarta                                           |            | 1942-1945             | Alemanha Nazista                     |
| Tatra 111                         | Caminhão                                              |            | 1942-1945             | Primeira República da Checoslováquia |
| Raupenschlepper, Ost              | Trator rodoviário                                     |            | 1943-1945             | Alemanha Nazista                     |
| Schwerer Wehrmachtschlepper       | Semilagarta                                           |            | 1944-1945             | Alemanha Nazista                     |
| SdKfz 2                           | Semilagarta/Trator                                    |            | 1941-1945             | Alemanha Nazista                     |
| SdKfz 4                           | Semilagarta                                           |            | 1941-1945             | Alemanha Nazista                     |
| Sd.Kfz. 7                         | Semilagarta/Trator de artilharia                      |            | 1941-1945             | Alemanha Nazista                     |
| Sd.Kfz. 10                        | Semilagarta leve                                      |            | 1938-1945             | Alemanha Nazista                     |
| Sd.Kfz. 250                       | Semilagarta/Veículo blindado de transporte de pessoal |            | 1941-1945             | Alemanha Nazista                     |
| Sd.Kfz. 251                       | Semilagarta/Veículo blindado de transporte de pessoal |            | 1939-1945             | Alemanha Nazista                     |
| Leichter Panzerspähwagen          | Veículo blindado                                      |            | 1935-1945             | Alemanha Nazista                     |